# كلير كوكس
كلير كوكس (بالإنجليزية: Claire Cox)‏ هي ممثلة بريطانية، ولدت في 19 ديسمبر 1975 في المملكة المتحدة.

## وصلات خارجية
- كلير كوكس على موقع IMDb (الإنجليزية)
- كلير كوكس على موقع ألو سيني (الفرنسية)
- كلير كوكس على موقع أول موفي (الإنجليزية)
- كلير كوكس على موقع قاعدة بيانات الأفلام السويدية (السويدية)
- كلير كوكس على موقع قاعدة بيانات الفيلم (الإنجليزية)
- كلير كوكس على موقع كينوبويسك (الروسية)